# A Manchester City FC nemzetközi kupaszereplései
Ebben a szócikkben a Manchester City nemzetközi kupaszereplései találhatóak. A Manchester City története során 15 szezonban 16 európai kupasorozatban vett részt, ezek közül egyet meg is nyert, az 1970-es kupagyőztesek Európa-kupája-döntőt.

## 1968–69

### Bajnokcsapatok Európa-kupája
1. kör
| 1968. szeptember 18. |

| Manchester City | 0 – 0               | Fenerbahçe |
| --------------- | ------------------- | ---------- |
|                 | (0 – 0) Jegyzőkönyv |            |

| Maine Road, Manchester Nézőszám: 38 840 Játékvezető: Laurens van Ravens (holland) |

| 1968. október 2. |

| Fenerbahçe                | 2 – 1               | Manchester City |
| ------------------------- | ------------------- | --------------- |
| Çevrim 46' Altıparmak 78' | (0 – 1) Jegyzőkönyv | 46' Coleman     |

| Beşiktaş İnönü Stadion, Isztambul Nézőszám: 42 570 Játékvezető: Ferdinand Marschall (osztrák) |

Továbbjutott a Fenerbahçe 2–1-es összesítéssel.

## 1969–70

### Kupagyőztesek Európa-kupája
1. kör
| 1969. szeptember 17. |

| Athletic Bilbao                      | 3 – 3               | Manchester City                     |
| ------------------------------------ | ------------------- | ----------------------------------- |
| Argoitia 9' Clemente 12' Uriarte 57' | (2 – 1) Jegyzőkönyv | 42' Young 68' Pardoe 85' Echevarria |

| Estadio San Mamés, Bilbao Nézőszám: 45 000 |

| 1969. október 1. |

| Manchester City               | 3 – 0               | Athletic Bilbao |
| ----------------------------- | ------------------- | --------------- |
| Oakes 58' Bell 66' Bowyer 85' | (0 – 0) Jegyzőkönyv |                 |

| Maine Road, Manchester Nézőszám: 49 664 |

Továbbjutott a Manchester City 6–3-as összesítéssel.
2. kör
| 1969. november 12. |

| Lierse SK | 0 – 3               | Manchester City     |
| --------- | ------------------- | ------------------- |
|           | (0 – 3) Jegyzőkönyv | 7' 35' Lee 43' Bell |

| Herman Vanderpoortenstadion, Lier Nézőszám: 19 000 |

| 1969. november 26. |

| Manchester City                      | 5 – 0               | Lierse SK |
| ------------------------------------ | ------------------- | --------- |
| Summerbee 1' Lee 5' 48' Bell 65' 72' | (2 – 0) Jegyzőkönyv |           |

| Maine Road, Manchester Nézőszám: 26 486 |

Továbbjutott a Manchester City 8–0-s összesítéssel.
3. kör
| 1970. március 4. |

| Académica | 0 – 0               | Manchester City |
| --------- | ------------------- | --------------- |
|           | (0 – 0) Jegyzőkönyv |                 |

| Estádio Cidade de Coimbra, Coimbra Nézőszám: 15 000 |

| 1970. március 18. |

| Manchester City | 1 – 0 (h. u.)              | Académica |
| --------------- | -------------------------- | --------- |
| Towers 119'     | (0 – 0, 0 – 0) Jegyzőkönyv |           |

| Maine Road, Manchester Nézőszám: 36 338 |

Továbbjutott a Manchester City 1–0-s összesítéssel.
Elődöntő
| 1970. április 1. |

| FC Schalke 04 | 1 – 0               | Manchester City |
| ------------- | ------------------- | --------------- |
| Libuda 77'    | (0 – 0) Jegyzőkönyv |                 |

| Glückauf-Kampfbahn, Gelsenkirchen Nézőszám: 38 000 Játékvezető: Milivoje Gugulović (jugoszláv) |

| 1970. április 15. |

| Manchester City                         | 5 – 1               | FC Schalke 04 |
| --------------------------------------- | ------------------- | ------------- |
| Doyle 8' Young 22' 28' Lee 50' Bell 81' | (3 – 0) Jegyzőkönyv | 89' Libuda    |

| Maine Road, Manchester Nézőszám: 52 361 Játékvezető: Laurens van Ravens (holland) |

Továbbjutott a Manchester City 5–2-es összesítéssel.
Döntő
| 1970. április 29. 19:30 |

| Manchester City              | 2 – 1               | Górnik Zabrze |
| ---------------------------- | ------------------- | ------------- |
| Young 11' Lee 43' (11-esből) | (2 – 0) Jegyzőkönyv | Oślizło 68'   |

| Práter-stadion, Bécs Nézőszám: 7968 Játékvezető: Paul Schiller (osztrák) |

## 1970–71

### Kupagyőztesek Európa-kupája
1. kör
| 1970. szeptember 16. |

| Manchester City | 1 – 0               | Linfield |
| --------------- | ------------------- | -------- |
| Bell 83'        | (0 – 0) Jegyzőkönyv |          |

| Maine Road, Manchester Nézőszám: 25 184 |

| 1970. szeptember 30. |

| Linfield      | 2 – 1               | Manchester City |
| ------------- | ------------------- | --------------- |
| Millen 4' 56' | (1 – 1) Jegyzőkönyv | 6' Lee          |

| Windsor Park, Belfast Nézőszám: 24 000 |

Továbbjutott a Manchester City 2–2-es összesítéssel, idegenben lőtt több góllal.
2. kör
| 1970. október 21. |

| Budapest Honvéd | 0 – 1               | Manchester City |
| --------------- | ------------------- | --------------- |
|                 | (0 – 0) Jegyzőkönyv | 64' Lee         |

| Bozsik József Stadion, Budapest Nézőszám: 14 000 |

| 1970. november 4. |

| Manchester City  | 2 – 0               | Budapest Honvéd |
| ---------------- | ------------------- | --------------- |
| Bell 10' Lee 67' | (1 – 0) Jegyzőkönyv |                 |

| Maine Road, Manchester Nézőszám: 28 870 |

Továbbjutott a Manchester City 3–0-s összesítéssel.
3. kör
| 1971. március 10. |

| Górnik Zabrze            | 2 – 0               | Manchester City |
| ------------------------ | ------------------- | --------------- |
| Lubański 34' Wilczek 40' | (2 – 0) Jegyzőkönyv |                 |

| Stadion Śląski, Zabrze |

| 1971. március 24. |

| Manchester City      | 2 – 0               | Górnik Zabrze |
| -------------------- | ------------------- | ------------- |
| Mellor 40' Doyle 66' | (1 – 0) Jegyzőkönyv |               |

| Maine Road, Manchester Nézőszám: 31 950 |

| 1971. március 31. |

| Górnik Zabrze | 1 – 3               | Manchester City             |
| ------------- | ------------------- | --------------------------- |
| Lubański 57'  | (0 – 2) Jegyzőkönyv | 20' Young 38' Booth 65' Lee |

| Københavns Idrætspark, Koppenhága Nézőszám: 12 100 |

Újrajátszott mérkőzésen továbbjutott a Manchester City 2–2-s összesítéssel.
Elődöntő
| 1971. április 14. |

| Chelsea       | 1 – 0               | Manchester City |
| ------------- | ------------------- | --------------- |
| Smethurst 46' | (0 – 0) Jegyzőkönyv |                 |

| Stamford Bridge, London Nézőszám: 45 955 |

| 1971. március 24. |

| Manchester City | 0 – 1               | Chelsea    |
| --------------- | ------------------- | ---------- |
|                 | (0 – 1) Jegyzőkönyv | 43' Healey |

| Maine Road, Manchester Nézőszám: 43 663 |

Továbbjutott a Chelsea 2–0-s összesítéssel.

## 1972–73

### UEFA-kupa
1. kör
| 1972. szeptember 13. 20:30 CET |

| Manchester City  | 2 – 2               | Valencia              |
| ---------------- | ------------------- | --------------------- |
| Lee 7' Marsh 61' | (1 – 1) Jegyzőkönyv | Valdez 42' Adorno 55' |

| Maine Road, Manchester Nézőszám: 21 698 Játékvezető: Hans-Joachim Weyland (német) |

| 1972. szeptember 27. 20:30 CET |

| Valencia             | 2 – 1               | Manchester City |
| -------------------- | ------------------- | --------------- |
| Valdez 71' Quino 78' | (0 – 0) Jegyzőkönyv | 89' Marsh       |

| Estadio Mestalla, Valencia Nézőszám: 35 000 Játékvezető: Michel Kitabdjian (francia) |

Továbbjutott a Valencia 4–2-es összesítéssel.

## 1976–77

### UEFA-kupa
1. kör
| 1976. szeptember 15. 20:30 CET |

| Manchester City | 1 – 0               | Juventus |
| --------------- | ------------------- | -------- |
| Kidd 44'        | (1 – 0) Jegyzőkönyv |          |

| Maine Road, Manchester Nézőszám: 36 955 Játékvezető: Walter Hungerbühler (svájci) |

| 1976. szeptember 29. 20:30 CET |

| Juventus                  | 2 – 0               | Manchester City |
| ------------------------- | ------------------- | --------------- |
| Scirea 36' Boninsegna 69' | (1 – 0) Jegyzőkönyv |                 |

| Stadio Delle Alpi, Torino Nézőszám: 55 000 Játékvezető: Francis Rion (belga) |

Továbbjutott a Juventus 2–1-es összesítéssel.

## 1977–78

### UEFA-kupa
1. kör
| 1977. szeptember 14. 20:30 CET |

| Manchester City        | 2 – 2               | Widzew Łódź               |
| ---------------------- | ------------------- | ------------------------- |
| Barnes 10' Channon 50' | (1 – 0) Jegyzőkönyv | 70' 76' (11-esből) Boniek |

| Maine Road, Manchester Nézőszám: 33 695 Játékvezető: Dominic Byrne (ír) |

| 1977. szeptember 28. 15:00 CET |

| Widzew Łódź | 0 – 0               | Manchester City |
| ----------- | ------------------- | --------------- |
|             | (0 – 0) Jegyzőkönyv |                 |

| Stadion Widzew, Łódź Nézőszám: 40 000 Játékvezető: Walter Hungerbühler (svájci) |

Továbbjutott a Widzew Łódź 2–2-es összesítéssel, idegenben lőtt több góllal.

## 1978–79

### UEFA-kupa
1. kör
| 1978. szeptember 13. 20:00 CEST |

| Twente       | 1 – 1               | Manchester City |
| ------------ | ------------------- | --------------- |
| 50' Thoresen | (0 – 1) Jegyzőkönyv | 24' Watson      |

| Stadion Diekman, Enschede Nézőszám: 12 000 Játékvezető: Angel Franco Martinez (spanyol) |

| 1978. szeptember 27. 20:30 CEST |

| Manchester City                | 3 – 2               | Twente                  |
| ------------------------------ | ------------------- | ----------------------- |
| Wildschut 8' Kidd 70' Bell 84' | (1 – 0) Jegyzőkönyv | 49' Overweg 85' Gritter |

| Maine Road, Manchester Nézőszám: 29 330 Játékvezető: Riccardo Lattanzi (olasz) |

Továbbjutott a Manchester City 4–3-as összesítéssel.
2. kör
| 1978. október 18. 20:30 CEST |

| Manchester City                                 | 4 – 0               | Standard Liège |
| ----------------------------------------------- | ------------------- | -------------- |
| Hartford 13' Kidd 85' (11-esből) 87' Palmer 89' | (1 – 0) Jegyzőkönyv |                |

| Maine Road, Manchester Nézőszám: 27 489 Játékvezető: Nicolae Rainea (román) |

| 1978. november 1. 20:00 CET |

| Standard Liège                  | 2 – 0               | Manchester City |
| ------------------------------- | ------------------- | --------------- |
| Sigurvinsson 63' 85' (11-esből) | (0 – 0) Jegyzőkönyv |                 |

| Stade de Sclessin, Liège Nézőszám: 25 000 Játékvezető: Franz Wöhrer (osztrák) |

Továbbjutott a Manchester City 4–2-es összesítéssel.
3. kör
| 1978. november 23. 13:30 CET |

| AC Milan      | 2 – 2               | Manchester City    |
| ------------- | ------------------- | ------------------ |
| Bigon 59' 82' | (0 – 1) Jegyzőkönyv | 37' Kidd 57' Power |

| San Siro, Milánó Nézőszám: 40 000 Játékvezető: Heinz Einbeck (német) |

| 1978. december 6. 20:30 CET |

| Manchester City                 | 3 – 0               | AC Milan |
| ------------------------------- | ------------------- | -------- |
| Booth 15' Hartford 31' Kidd 43' | (3 – 0) Jegyzőkönyv |          |

| Maine Road, Manchester Nézőszám: 38 026 Játékvezető: Heinz Aldinger (német) |

Továbbjutott a Manchester City 5–2-es összesítéssel.
Negyeddöntő
| 1979. március 7. 20:30 CET |

| Manchester City | 1 – 1               | Borussia Mönchengladbach |
| --------------- | ------------------- | ------------------------ |
| Channon 26'     | (1 – 0) Jegyzőkönyv | 66' Lienen               |

| Maine Road, Manchester Nézőszám: 39 005 Játékvezető: Alexis Ponnet (belga) |

| 1979. március 20. 19:30 CET |

| Borussia Mönchengladbach         | 3 – 1               | Manchester City |
| -------------------------------- | ------------------- | --------------- |
| Kulik 45' Bruns 52' Del'Haye 71' | (1 – 0) Jegyzőkönyv | 78' Deyna       |

| Stadion Bökelbert, Mönchengladbach Nézőszám: 30 000 Játékvezető: César Correia Diaz Da Luz (portugál) |

Továbbjutott a Mönchengladbach 4–2-es összesítéssel.

## 2003–04

### UEFA-kupa
Selejtezőkör
| 2003. augusztus 14. 20:45 CEST |

| Manchester City                                                 | 5 – 0               | Total Network Solutions |
| --------------------------------------------------------------- | ------------------- | ----------------------- |
| Sinclair 14' Wright-Phillips 51' Sun 60' Sommeil 73' Anelka 87' | (1 – 0) Jegyzőkönyv |                         |

| City of Manchester Stadium, Manchester Nézőszám: 34 143 Játékvezető: Alexey Tiumin (orosz) |

| 2003. augusztus 28. 20:45 CEST |

| Total Network Solutions | 0 – 2               | Manchester City          |
| ----------------------- | ------------------- | ------------------------ |
|                         | (0 – 1) Jegyzőkönyv | 42' Negouai 80' Huckerby |

| Millennium Stadium, Cardiff Nézőszám: 10 123 Játékvezető: Szabó Zsolt (magyar) |

Továbbjutott a Manchester City 7–0-s összesítéssel.
1. kör
| 2003. szeptember 24. 21:05 CEST |

| Manchester City                               | 3 – 2               | Lokeren                         |
| --------------------------------------------- | ------------------- | ------------------------------- |
| Sibierski 7' Fowler 77' Anelka 80' (11-esből) | (1 – 2) Jegyzőkönyv | 13' Bonsdawende 39' Kristinsson |

| City of Manchester Stadium, Manchester Nézőszám: 29 067 Játékvezető: Grzegorz Gilewski (lengyel) |

| 2003. október 15. 20:30 CEST |

| Lokeren | 0 – 1               | Manchester City       |
| ------- | ------------------- | --------------------- |
|         | (0 – 1) Jegyzőkönyv | 18' (11-esből) Anelka |

| Daknamstadion, Lokeren Nézőszám: 10 000 Játékvezető: Damien Ledentu (francia) |

Továbbjutott a Manchester City 4–2-es összesítéssel.
2. kör
| 2003. november 6. 21:05 CET |

| Manchester City | 1 – 1               | Grodzisk Wielkopolski |
| --------------- | ------------------- | --------------------- |
| Anelka 5'       | (1 – 0) Jegyzőkönyv | 65' Mila              |

| City of Manchester Stadium, Manchester Nézőszám: 32 506 Játékvezető: Geórgiosz Kásznaférisz (görög) |

| 2003. november 27. 16:15 CET |

| Grodzisk Wielkopolski | 0 – 0               | Manchester City |
| --------------------- | ------------------- | --------------- |
|                       | (0 – 0) Jegyzőkönyv |                 |

| Stadion Dyskobolia, Grodzisk Wielkopolski Nézőszám: 5500 Játékvezető: Peter Fröjdfeldt (svéd) |

Továbbjutott a Dyskobolia Grodzisk Wielkopolski 1–1-es összesítéssel, idegenben lőtt több góllal.

## 2008–09

### UEFA-kupa
Első selejtezőkör
| 2008. július 17. 20:00 CEST |

| EB/Streymur | 0 – 2               | Manchester City      |
| ----------- | ------------------- | -------------------- |
|             | (0 – 2) Jegyzőkönyv | 9' Petrov 28' Hamann |

| Tórsvøllur Stadion, Eiði Nézőszám: 5700 Játékvezető: Nicole Petignat (svájci) |

| 2008. július 31. 21:00 CEST |

| Manchester City          | 2 – 0               | EB/Streymur |
| ------------------------ | ------------------- | ----------- |
| Petrov 48' Vassell 90+1' | (0 – 0) Jegyzőkönyv |             |

| City of Manchester Stadium, Manchester Nézőszám: 7334 Játékvezető: Augustus Constantin (román) |

Továbbjutott a Manchester City 4–0-s összesítéssel.
Második selejtezőkör
| 2008. augusztus 14. 20:45 CEST |

| Manchester City | 0 – 1               | Midtjylland |
| --------------- | ------------------- | ----------- |
|                 | (0 – 1) Jegyzőkönyv | 15' Olsen   |

| City of Manchester Stadium, Manchester Nézőszám: 17 200 Játékvezető: Babak Rafati (német) |

| 2008. augusztus 28. 16:25 CEST |

| Midtjylland                  | 0 – 1 (h. u.)              | Manchester City                     |
| ---------------------------- | -------------------------- | ----------------------------------- |
|                              | (0 – 0, 0 – 1) Jegyzőkönyv | 89' Califf                          |
| Büntetőpárbaj                |                            |                                     |
| Reid Poulsen Borring Afriyie | 2 – 4                      | Evans Petrov Johnson Hamann Ćorluka |

| SAS Arena, Herning Nézőszám: 9460 Játékvezető: Robert Malek (lengyel) |

Továbbjutott a Manchester City 1–1-s összesítéssel, büntetőkkel.
1. kör
| 2008. szeptember 18. 19:00 CEST |

| Omonia   | 1 – 2               | Manchester City |
| -------- | ------------------- | --------------- |
| Duro 49' | (0 – 0) Jegyzőkönyv | 59' 72' Jô      |

| GSP Stadium, Nicosia Nézőszám: 15 907 Játékvezető: Paolo Dondarini (olasz) |

| 2008. október 2. 20:45 CEST |

| Manchester City               | 2 – 1               | Omonia    |
| ----------------------------- | ------------------- | --------- |
| Elano 48' Wright-Phillips 55' | (0 – 0) Jegyzőkönyv | 48' Alabi |

| City of Manchester Stadium, Manchester Nézőszám: 25 304 Játékvezető: Said Ennjimi (francia) |

Továbbjutott a Manchester City 4–2-es összesítéssel.
Csoportkör
| 2008. november 6. 20:45 CET |

| Manchester City                            | 3 – 2               | Twente                |
| ------------------------------------------ | ------------------- | --------------------- |
| Wright-Phillips 2' Robinho 57' Benjani 62' | (1 – 1) Jegyzőkönyv | 17' Elia 65' Wielaert |

| City of Manchester Stadium, Manchester Nézőszám: 21 247 Játékvezető: Nyikolaj Vlagyimirovics Ivanov (orosz) |

| 2008. november 27. 19:00 CET |

| Schalke 04 | 0 – 2               | Manchester City         |
| ---------- | ------------------- | ----------------------- |
|            | (0 – 1) Jegyzőkönyv | 32' Benjani 66' Ireland |

| Veltins-Arena, Gelsenkirchen Nézőszám: 54 142 Játékvezető: Alexandru Tudor (román) |

| 2008. december 3. 20:45 CET |

| Manchester City | 0 – 0               | Paris Saint-Germain |
| --------------- | ------------------- | ------------------- |
|                 | (0 – 0) Jegyzőkönyv |                     |

| City of Manchester Stadium, Manchester Nézőszám: 25 626 Játékvezető: Bruno Miguel Duarte Paixao (portugál) |

| 2008. december 18. 20:45 CET |

| Racing Santander                                  | 3 – 1               | Manchester City |
| ------------------------------------------------- | ------------------- | --------------- |
| Jonathan Pereira 20' Óscar Serrano 30' Valera 54' | (2 – 0) Jegyzőkönyv | 90+2' Caicedo   |

| Estadio El Sardinero, Santander Nézőszám: 18 360 Játékvezető: Serge Gumienny (belga) |

| Csapat              | M | Gy | D | V | Rg | Kg | Gk | P |
| ------------------- | - | -- | - | - | -- | -- | -- | - |
| Manchester City     | 4 | 2  | 1 | 1 | 6  | 5  | +1 | 7 |
| Twente              | 4 | 2  | 0 | 2 | 5  | 8  | –3 | 6 |
| Paris Saint-Germain | 4 | 1  | 2 | 1 | 7  | 5  | +2 | 5 |
| Racing Santander    | 4 | 1  | 2 | 1 | 6  | 5  | +1 | 5 |
| Schalke 04          | 4 | 1  | 1 | 2 | 5  | 6  | –1 | 4 |

Csoportjából a Manchester City 1. helyen jutott tovább.
A legjobb 16 közé jutásért
| 2009. február 19. 20:05 CET |

| København                 | 2 – 2               | Manchester City        |
| ------------------------- | ------------------- | ---------------------- |
| Aílton 56' Vingaard 90+1' | (0 – 1) Jegyzőkönyv | 29' Onuoha 61' Ireland |

| Parken Stadion, Koppenhága Játékvezető: Pavel Královec (cseh) |

| 2009. február 26. 20:45 CET |

| Manchester City | 2 – 1               | København      |
| --------------- | ------------------- | -------------- |
| Bellamy 73' 79' | (0 – 0) Jegyzőkönyv | 90+1' Vingaard |

| City of Manchester Stadium, Manchester Játékvezető: Selçuk Dereli (török) |

Nyolcaddöntő
| 2009. március 12. 20:45 CET |

| Manchester City                | 2 – 0               | Aalborg |
| ------------------------------ | ------------------- | ------- |
| Caicedo 8' Wright-Phillips 30' | (2 – 0) Jegyzőkönyv |         |

| City of Manchester Stadium, Manchester Játékvezető: Alain Hamer (luxemburgi) |

| 2009. március 19. 20:05 CEST |

| Aalborg                                           | 2 – 0 (h. u.)              | Manchester City                   |
| ------------------------------------------------- | -------------------------- | --------------------------------- |
| Shelton 85' Jakobsen 90+1' (11-esből)             | (0 – 0, 2 – 0) Jegyzőkönyv |                                   |
| Büntetőpárbaj                                     |                            |                                   |
| Jakobsen Johansson Augustinussen Nomvethe Shelton | 3 – 4                      | Evans Elano Wright-Phillips Dunne |

| Energi Nord Arena, Aalborg Játékvezető: Stéphane Lannoy (francia) |

Továbbjutott a Manchester City 2–2-es összesítéssel, büntetőkkel.
Negyeddöntő
| 2009. április 9. 20:05 CEST |

| Hamburg                                             | 3 – 1               | Manchester City |
| --------------------------------------------------- | ------------------- | --------------- |
| Mathijsen 9' Trochowski 63' (11-esből) Guerrero 79' | (1 – 1) Jegyzőkönyv | 1' Ireland      |

| HSH Nordbank Arena, Hamburg Játékvezető: Olegário Benquerença (portugál) |

| 2009. április 16. 20:45 CET |

| Manchester City                  | 2 – 1               | Hamburg      |
| -------------------------------- | ------------------- | ------------ |
| Elano 17' (11-esből) Caicedo 50' | (1 – 1) Jegyzőkönyv | 12' Guerrero |

| City of Manchester Stadium, Manchester Játékvezető: Nicola Rizzoli (olasz) |

Továbbjutott a Hamburg 4–3-as összesítéssel.

## 2010–11

### Európa-liga
Rájátszás
| 2010. augusztus 19. 21:00 CEST |

| Timișoara | 0 – 1               | Manchester City |
| --------- | ------------------- | --------------- |
|           | (0 – 0) Jegyzőkönyv | 72' Balotelli   |

| Stadionul Dan Păltinişanu, Temesvár Játékvezető: Florian Meyer (német) |

| 2010. augusztus 26. 20:45 CEST |

| Manchester City                | 2 – 0               | Timișoara |
| ------------------------------ | ------------------- | --------- |
| Wright-Phillips 43' Boyata 59' | (1 – 0) Jegyzőkönyv |           |

| City of Manchester Stadium, Manchester Játékvezető: Manuel De Sousa (portugál) |

Továbbjutott a Manchester City 3–0-s összesítéssel.
Csoportkör
| 2010. szeptember 16. 19:00 CEST |

| Red Bull Salzburg | 0 – 2               | Manchester City |
| ----------------- | ------------------- | --------------- |
|                   | (0 – 1) Jegyzőkönyv | Silva 8' Jô 63' |

| Red Bull Arena, Wals-Siezenheim Nézőszám: 25 100 Játékvezető: Georgios Daloukas (görög) |

| 2010. szeptember 30. 21:05 CEST |

| Manchester City | 1 – 1               | Juventus     |
| --------------- | ------------------- | ------------ |
| Johnson 37'     | (1 – 1) Jegyzőkönyv | Iaquinta 11' |

| City of Manchester Stadium, Manchester Nézőszám: 35 212 Játékvezető: Eduardo González (spanyol) |

| 2010. október 21. 21:05 CET |

| Manchester City      | 3 – 1               | Lech Poznań   |
| -------------------- | ------------------- | ------------- |
| Adebayor 13' 25' 73' | (2 – 0) Jegyzőkönyv | Tshibamba 50' |

| City of Manchester Stadium, Manchester Nézőszám: 33 383 Játékvezető: Alexandru Tudor (román) |

| 2010. november 4. 19:00 CET |

| Lech Poznań                          | 3 – 1               | Manchester City |
| ------------------------------------ | ------------------- | --------------- |
| Injac 30' Arboleda 86' Możdżeń 90+1' | (1 – 0) Jegyzőkönyv | Adebayor 51'    |

| Stadion Miejski, Poznań Nézőszám: 42 000 Játékvezető: Pieter Vink (holland) |

| 2010. december 1. 21:05 CET |

| Manchester City               | 3 – 0               | Red Bull Salzburg |
| ----------------------------- | ------------------- | ----------------- |
| Balotelli 18' 65' Johnson 78' | (1 – 0) Jegyzőkönyv |                   |

| City of Manchester Stadium, Manchester Nézőszám: 37 552 Játékvezető: Libor Kovařík (cseh) |

| 2010. december 16. 19:00 CET |

| Juventus      | 1 – 1               | Manchester City |
| ------------- | ------------------- | --------------- |
| Giannetti 43' | (1 – 0) Jegyzőkönyv | Jô 77'          |

| Olimpiai Stadion, Torino Nézőszám: 6992 Játékvezető: Vad István (magyar) |

| Csapat            | M | Gy | D | V | Rg | Kg | Gk | P  |
| ----------------- | - | -- | - | - | -- | -- | -- | -- |
| Manchester City   | 6 | 3  | 2 | 1 | 11 | 6  | +5 | 11 |
| Lech Poznań       | 6 | 3  | 2 | 1 | 11 | 8  | +3 | 11 |
| Juventus          | 6 | 0  | 6 | 0 | 7  | 7  | 0  | 6  |
| Red Bull Salzburg | 6 | 0  | 2 | 4 | 1  | 9  | –8 | 2  |

Csoportjából a Manchester City 1. helyen jutott tovább.
A legjobb 16 közé jutásért
| 2011. február 15. 18:00 CET |

| Árisz | 0 – 0               | Manchester City |
| ----- | ------------------- | --------------- |
|       | (0 – 0) Jegyzőkönyv |                 |

| Kleánthisz Vikelídisz Stadion, Szaloniki Játékvezető: Alberto Mallenco (spanyol) |

| 2011. február 24. 21:05 CET |

| Manchester City           | 3 – 0               | Árisz |
| ------------------------- | ------------------- | ----- |
| Džeko 7' 12' Y. Touré 75' | (2 – 0) Jegyzőkönyv |       |

| City of Manchester Stadium, Manchester Játékvezető: Pavel Královec (cseh) |

Továbbjutott a Manchester City 3–0-s összesítéssel.
Nyolcaddöntő
| 2011. március 10. 21:00 CET |

| Dinamo Kijev              | 2 – 0               | Manchester City |
| ------------------------- | ------------------- | --------------- |
| Sevcsenko 25' Huszjev 77' | (1 – 0) Jegyzőkönyv |                 |

| Dinamo Stadion, Kijev Játékvezető: Florian Meyer (német) |

| 2011. március 17. 19:00 CET |

| Manchester City | 1 – 0               | Dinamo Kijev |
| --------------- | ------------------- | ------------ |
| Kolarov 39'     | (1 – 0) Jegyzőkönyv |              |

| City of Manchester Stadium, Manchester Játékvezető: Cüneyt Çakır (török) |

Továbbjutott a Dinamo Kijev 2–1-es összesítéssel.

## 2011–12

### Bajnokok Ligája
Csoportkör
| 2011. szeptember 14. 20:45 (CEST) |

| Manchester City | 1 – 1               | Napoli     |
| --------------- | ------------------- | ---------- |
| Kolarov 75'     | (0 – 0) Jegyzőkönyv | 69' Cavani |

| City of Manchester Stadium, Manchester Nézőszám: 44 026 Játékvezető: Jonas Eriksson (svéd) |

| 2011. szeptember 27. 20:45 (CEST) |

| Bayern München  | 2 – 0               | Manchester City |
| --------------- | ------------------- | --------------- |
| Gómez 38' 45+1' | (2 – 0) Jegyzőkönyv |                 |

| Allianz Arena, München Nézőszám: 65 000 Játékvezető: Kassai Viktor (magyar) |

| 2011. október 18. 20:45 (CEST) |

| Manchester City           | 2 – 1               | Villarreal |
| ------------------------- | ------------------- | ---------- |
| Marchena 43' Agüero 90+3' | (1 – 1) Jegyzőkönyv | 4' Cani    |

| City of Manchester Stadium, Manchester Nézőszám: 44 026 Játékvezető: Pavel Královec (cseh) |

| 2011. november 2. 20:45 (CET) |

| Villarreal | 0 – 3               | Manchester City                          |
| ---------- | ------------------- | ---------------------------------------- |
|            | (0 – 2) Jegyzőkönyv | 30' 71' Touré 45+3' (11-esből) Balotelli |

| Estadio El Madrigal, Villarreal Nézőszám: 24 235 Játékvezető: Pedro Proença (portugál) |

| 2011. november 22. 20:45 (CET) |

| Napoli         | 2 – 1               | Manchester City |
| -------------- | ------------------- | --------------- |
| Cavani 17' 49' | (1 – 1) Jegyzőkönyv | 33' Balotelli   |

| San Paolo Stadion, Nápoly Nézőszám: 53 000 Játékvezető: Damir Skomina (szlovén) |

| 2011. december 7. 20:45 (CET) |

| Manchester City     | 2 – 0               | Bayern München |
| ------------------- | ------------------- | -------------- |
| Silva 36' Touré 52' | (1 – 0) Jegyzőkönyv |                |

| City of Manchester Stadium, Manchester Nézőszám: 46 002 Játékvezető: Stéphane Lannoy (francia) |

| Csapat          | M | Gy | D | V | LG | KG | GK  | P  |
| --------------- | - | -- | - | - | -- | -- | --- | -- |
| Bayern München  | 6 | 4  | 1 | 1 | 11 | 6  | +5  | 13 |
| Napoli          | 6 | 3  | 2 | 1 | 10 | 6  | +4  | 11 |
| Manchester City | 6 | 3  | 1 | 2 | 9  | 6  | +3  | 10 |
| Villarreal      | 6 | 0  | 0 | 6 | 2  | 14 | −12 | 0  |

A Manchester City a 3. helyen végzett csoportjában, így az Európa-ligában folytatta.

### Európa-liga
A legjobb 16 közé jutásért
| 2012. február 16. 21:05 (CET) |

| Porto      | 1 – 2               | Manchester City        |
| ---------- | ------------------- | ---------------------- |
| Varela 27' | (1 – 0) Jegyzőkönyv | 55' Pereira 84' Agüero |

| Estádio do Dragão, Porto Nézőszám: 47 417 Játékvezető: Cüneyt Çakır (török) |

| 2012. február 25. 18:00 (CET) |

| Manchester City                           | 4 – 0               | Porto |
| ----------------------------------------- | ------------------- | ----- |
| Agüero 1' Džeko 76' Silva 84' Pizarro 86' | (1 – 0) Jegyzőkönyv |       |

| City of Manchester Stadium, Manchester Nézőszám: 39 538 Játékvezető: Wolfgang Stark (német) |

Továbbjutott a Manchester City 6–1-es összesítéssel.
Nyolcaddöntő
| 2012. március 8. 19:00 (CET) |

| Sporting CP | 1 – 0               | Manchester City |
| ----------- | ------------------- | --------------- |
| Xandão 51'  | (0 – 0) Jegyzőkönyv |                 |

| Estádio José Alvalade, Lisszabon Nézőszám: 34 371 Játékvezető: Carlos Velasco Carballo (spanyol) |

| 2012. március 15. 21:05 (CET) |

| Manchester City                         | 3 – 2               | Sporting CP                       |
| --------------------------------------- | ------------------- | --------------------------------- |
| Agüero 60' 82' Balotelli 75' (11-esből) | (0 – 2) Jegyzőkönyv | 33' Fernández 40' van Wolfswinkel |

| City of Manchester Stadium, Manchester Nézőszám: 38 021 Játékvezető: Tom Hagen (norvég) |

Továbbjutott a Sporting 3–3-as összesítéssel, idegenben lőtt több góllal.

## 2012–13

### Bajnokok Ligája
Csoportkör
| 2012. szeptember 18. 20:45 (CEST) |

| Real Madrid                         | 3 – 2               | Manchester City       |
| ----------------------------------- | ------------------- | --------------------- |
| Marcelo 76' Benzema 87' Ronaldo 90' | (0 – 0) Jegyzőkönyv | 69' Džeko 85' Kolarov |

| Santiago Bernabéu, Madrid Nézőszám: 67 000 Játékvezető: Damir Skomina (szlovén) |

| 2012. október 3. 20:45 (CEST) |

| Manchester City          | 1 – 1               | Borussia Dortmund |
| ------------------------ | ------------------- | ----------------- |
| Balotelli 90' (11-esből) | (0 – 0) Jegyzőkönyv | 61' Reus          |

| City of Manchester Stadium, Manchester Nézőszám: 43 607 Játékvezető: Pavel Královec (cseh) |

| 2012. október 24. 20:45 (CEST) |

| Ajax                                  | 3 – 1               | Manchester City |
| ------------------------------------- | ------------------- | --------------- |
| De Jong 45' Moisander 57' Eriksen 68' | (1 – 1) Jegyzőkönyv | 22' Nasri       |

| Amsterdam ArenA, Amszterdam Nézőszám: 45 743 Játékvezető: Svein Oddvar Moen (norvég) |

| 2012. november 6. 20:45 (CEST) |

| Manchester City         | 2 – 2               | Ajax            |
| ----------------------- | ------------------- | --------------- |
| Y. Touré 22' Agüero 74' | (1 – 2) Jegyzőkönyv | 10' 17' De Jong |

| City of Manchester Stadium, Manchester Nézőszám: 40 222 Játékvezető: Peter Rasmussen (dán) |

| 2012. november 21. 20:45 (CEST) |

| Manchester City       | 1 – 1               | Real Madrid |
| --------------------- | ------------------- | ----------- |
| Agüero 73' (11-esből) | (0 – 1) Jegyzőkönyv | 10' Benzema |

| City of Manchester Stadium, Manchester Nézőszám: 45 740 Játékvezető: Gianluca Rocchi (olasz) |

| 2012. december 4. 20:45 (CEST) |

| Borussia Dortmund | 1 – 0               | Manchester City |
| ----------------- | ------------------- | --------------- |
| Schieber 57'      | (0 – 0) Jegyzőkönyv |                 |

| Signal Iduna Park, Dortmund Nézőszám: 62 000 Játékvezető: Milorad Mažić (szerb) |

| Csapat            | M | Gy | D | V | LG | KG | GK | P  |
| ----------------- | - | -- | - | - | -- | -- | -- | -- |
| Borussia Dortmund | 6 | 4  | 2 | 0 | 11 | 5  | +6 | 14 |
| Real Madrid       | 6 | 3  | 2 | 1 | 15 | 9  | +6 | 11 |
| Ajax              | 6 | 1  | 1 | 4 | 8  | 16 | −8 | 4  |
| Manchester City   | 6 | 0  | 3 | 3 | 7  | 11 | −4 | 3  |

A Manchester City a 4. helyen végzett csoportjában, így kiesett.

## 2013–14

### Bajnokok Ligája
Csoportkör
| 2013. szeptember 17. 20:45 (CEST) |

| Viktoria Plzeň | 0 – 3               | Manchester City                |
| -------------- | ------------------- | ------------------------------ |
|                | (0 – 0) Jegyzőkönyv | 48' Džeko 53' Touré 58' Agüero |

| Doosan Arena, Plzeň Nézőszám: 11 000 Játékvezető: Paolo Tagliavento (olasz) |

| 2013. október 2. 20:45 (CEST) |

| Manchester City | 1 – 3               | Bayern München                              |
| --------------- | ------------------- | ------------------------------------------- |
| Negredo 79'     | (0 – 1) Jegyzőkönyv | 7' Ribéry 56' Müller 59' Robben 86′ Boateng |

| City of Manchester Stadium, Manchester Nézőszám: 44 000 Játékvezető: Björn Kuipers (holland) |

| 2013. október 23. 18:00 (CEST) |

| CSZKA Moszkva | 1 – 2               | Manchester City |
| ------------- | ------------------- | --------------- |
| Tošić 32'     | (1 – 2) Jegyzőkönyv | 34' 42' Agüero  |

| Arena Himki, Himki Nézőszám: 15 000 Játékvezető: Ovidiu Hațegan (román) |

| 2013. november 5. 20:45 (CET) |

| Manchester City                                | 5 – 2               | CSZKA Moszkva                |
| ---------------------------------------------- | ------------------- | ---------------------------- |
| Agüero 3' (11-esből) 20' Negredo 30' 51' 90+2' | (3 – 1) Jegyzőkönyv | 45+1' 71' (11-esből) Doumbia |

| City of Manchester Stadium, Manchester Nézőszám: 35 000 Játékvezető: Carlos Velasco Carballo (spanyol) |

| 2013. november 27. 20:45 (CET) |

| Manchester City                                       | 4 – 2               | Viktoria Plzeň      |
| ----------------------------------------------------- | ------------------- | ------------------- |
| Agüero 33' (11-esből) Nasri 64' Negredo 78' Džeko 89' | (1 – 1) Jegyzőkönyv | 43' Hořava 69' Tecl |

| City of Manchester Stadium, Manchester Nézőszám: 37 742 Játékvezető: Firat Aydinus (török) |

| 2013. december 10. 20:45 (CET) |

| Bayern München      | 2 – 3               | Manchester City                             |
| ------------------- | ------------------- | ------------------------------------------- |
| Müller 5' Götze 12' | (2 – 1) Jegyzőkönyv | 28' Silva 59' (11-esből) Kolarov 62' Milner |

| Allianz Arena, München Nézőszám: 60 000 Játékvezető: David F. Borbalán (spanyol) |

| Csapat          | M | Gy | D | V | LG | KG | GK  | P  |
| --------------- | - | -- | - | - | -- | -- | --- | -- |
| Bayern München  | 6 | 5  | 0 | 1 | 17 | 5  | +12 | 15 |
| Manchester City | 6 | 5  | 0 | 1 | 18 | 10 | +8  | 15 |
| Viktoria Plzeň  | 6 | 1  | 0 | 5 | 6  | 17 | −11 | 3  |
| CSZKA Moszkva   | 6 | 1  | 0 | 5 | 8  | 17 | −9  | 3  |

A Manchester City a 2. helyen végzett csoportjában és továbbjutott.
Nyolcaddöntő
| 2014. február 18. 20:45 (CET) |

| Manchester City | 0 – 2               | Barcelona                      |
| --------------- | ------------------- | ------------------------------ |
| Demichelis 53′  | (0 – 0) Jegyzőkönyv | 54' (11-esből) Messi 90' Alves |

| City of Manchester Stadium, Manchester Játékvezető: Jonas Eriksson (svéd) |

| 2014. március 12. 20:45 (CET) |

| Barcelona             | 2 – 1               | Manchester City               |
| --------------------- | ------------------- | ----------------------------- |
| Messi 67' Alves 90+1' | (0 – 0) Jegyzőkönyv | 30′, 78′ Zabaleta 89' Kompany |

| Camp Nou, Barcelona Nézőszám: 65 000 Játékvezető: Stéphane Lannoy |

Továbbjutott a Barcelona 4–1-es összesítéssel.

## 2014–15

### Bajnokok Ligája
Csoportkör
| 2014. szeptember 17. 20:45 (CEST) |

| Bayern München | 1 – 0               | Manchester City |
| -------------- | ------------------- | --------------- |
| Boateng 90'    | (0 – 0) Jegyzőkönyv |                 |

| Allianz Arena, München Nézőszám: 62 000 Játékvezető: Alberto Mallenco (spanyol) |

| 2014. szeptember 30. 20:45 (CEST) |

| Manchester City      | 1 – 1               | AS Roma   |
| -------------------- | ------------------- | --------- |
| Agüero 4' (11-esből) | (1 – 1) Jegyzőkönyv | 23' Totti |

| City of Manchester Stadium, Manchester Játékvezető: Björn Kuipers (holland) |

| 2014. október 21. 18:00 (CEST) |

| CSZKA Moszkva                     | 2 – 2               | Manchester City       |
| --------------------------------- | ------------------- | --------------------- |
| Doumbia 65' Natcho 86' (11-esből) | (0 – 2) Jegyzőkönyv | 29' Agüero 38' Milner |

| Arena Himki, Himki Nézőszám: zártkapus Játékvezető: Vad István (magyar) |

| 2014. november 5. 20:45 (CET) |

| Manchester City | 1 – 2               | CSZKA Moszkva  |
| --------------- | ------------------- | -------------- |
| Touré 8'        | (1 – 2) Jegyzőkönyv | 2' 34' Doumbia |

| City of Manchester Stadium, Manchester Nézőszám: 45 143 Játékvezető: Anasztásziosz Szidirópulosz (görög) |

| 2014. november 25. 20:45 (CET) |

| Manchester City                 | 3 – 2               | Bayern München             |
| ------------------------------- | ------------------- | -------------------------- |
| Agüero 22' (11-esből) 85' 90+1' | (1 – 2) Jegyzőkönyv | 40' Alonso 45' Lewandowski |

| City of Manchester Stadium, Manchester Nézőszám: 44 502 Játékvezető: Pavel Královec (cseh) |

| 2014. december 10. 20:45 (CET) |

| AS Roma | 0 – 2   | Manchester City        |
| ------- | ------- | ---------------------- |
|         | (0 – 0) | 60' Nasri 86' Zabaleta |

| Stadio Olimpico, Róma Játékvezető: Milorad Mažić (szerb) |

| Csapat          | M | Gy | D | V | LG | KG | GK  | P  |
| --------------- | - | -- | - | - | -- | -- | --- | -- |
| Bayern München  | 6 | 5  | 0 | 1 | 16 | 4  | +12 | 15 |
| Manchester City | 6 | 2  | 2 | 2 | 9  | 8  | +1  | 8  |
| AS Roma         | 6 | 1  | 2 | 3 | 8  | 14 | −6  | 5  |
| CSZKA Moszkva   | 6 | 1  | 2 | 3 | 6  | 13 | −7  | 5  |

A Manchester City a 2. helyen végzett csoportjában és továbbjutott.
Nyolcaddöntő
| 2015. február 24. 20:45 (CET) |

| Manchester City | 1 – 2               | Barcelona      |
| --------------- | ------------------- | -------------- |
| Agüero 69'      | (0 – 2) Jegyzőkönyv | 16' 30' Suárez |

| City of Manchester Stadium, Manchester Nézőszám: 45 081 Játékvezető: Felix Brych (német) |

| 2015. március 18. 20:45 (CET) |

| Barcelona   | 1 – 0               | Manchester City |
| ----------- | ------------------- | --------------- |
| Rakitić 31' | (1 – 0) Jegyzőkönyv |                 |

| Camp Nou, Barcelona Nézőszám: 92 551 Játékvezető: Gianluca Rocchi (olasz) |

Továbbjutott a Barcelona 3–1-es összesítéssel.

## 2015–16

### Bajnokok Ligája
Csoportkör
| 2015. szeptember 15. 20:45 (CEST) |

| Manchester City | 1 – 2               | Juventus                 |
| --------------- | ------------------- | ------------------------ |
| Chiellini 57'   | (0 – 0) Jegyzőkönyv | 70' Mandžukić 81' Morata |

| City of Manchester Stadium, Manchester Nézőszám: 50 363 Játékvezető: Damir Skomina (szlovén) |

| 2015. szeptember 30. 20:45 (CEST) |

| Borussia Mönchengladbach | 1 – 2               | Manchester City                       |
| ------------------------ | ------------------- | ------------------------------------- |
| Stindl 54'               | (0 – 0) Jegyzőkönyv | 65' Christensen 90' (11-esből) Agüero |

| Borussia-Park Stadion, Mönchengladbach Nézőszám: 46 279 Játékvezető: Clément Turpin (francia) |

| 2015. október 21. 20:45 (CEST) |

| Manchester City        | 2 – 1               | Sevilla         |
| ---------------------- | ------------------- | --------------- |
| Rami 36' De Bruyne 91' | (1 – 1) Jegyzőkönyv | 30' Konopljanka |

| City of Manchester Stadium, Manchester Nézőszám: 45 595 Játékvezető: Bas Nijhuis (holland) |

| 2015. november 3. 20:45 (CET) |

| Sevilla         | 1 – 3               | Manchester City                      |
| --------------- | ------------------- | ------------------------------------ |
| Trémoulinas 25' | (1 – 3) Jegyzőkönyv | 8' Sterling 11' Fernandinho 36' Bony |

| Estadio Ramón Sánchez Pizjuán, Sevilla Nézőszám: 39 261 Játékvezető: Svein Oddvar Moen (norvég) |

| 2015. november 25. 20:45 (CET) |

| Juventus      | 1 – 0               | Manchester City |
| ------------- | ------------------- | --------------- |
| Mandžukić 18' | (1 – 0) Jegyzőkönyv |                 |

| Juventus Stadion, Torino Nézőszám: 38 193 Játékvezető: Felix Brych (német) |

| 2015. december 8. 20:45 (CET) |

| Manchester City                     | 4 – 2               | Borussia Mönchengladbach |
| ----------------------------------- | ------------------- | ------------------------ |
| Silva 16' Sterling 80' 81' Bony 85' | (1 – 2) Jegyzőkönyv | 19' Korb 42' Raffael     |

| City of Manchester Stadium, Manchester Nézőszám: 41 829 Játékvezető: Danny Makkelie (holland) |

| Csapat          | M | Gy | D | V | LG | KG | GK | P  |
| --------------- | - | -- | - | - | -- | -- | -- | -- |
| Manchester City | 6 | 4  | 0 | 2 | 12 | 8  | +4 | 12 |
| Juventus        | 6 | 3  | 2 | 1 | 6  | 3  | +3 | 11 |
| Sevilla         | 6 | 2  | 0 | 4 | 8  | 11 | −3 | 6  |
| Mönchengladbach | 6 | 1  | 0 | 5 | 8  | 15 | −7 | 3  |

A Manchester City az 1. helyen végzett csoportjában és továbbjutott.
Nyolcaddöntő
| 2016. február 24. 20:45 (CET) |

| Dinamo Kijiv   | 1 – 3               | Manchester City                |
| -------------- | ------------------- | ------------------------------ |
| Bujalszkij 59' | (0 – 2) Jegyzőkönyv | 15' Agüero 40' Silva 90' Touré |

| Olimpiai Stadion, Kijev Nézőszám: 53 691 Játékvezető: Antonio Mateu Lahoz (spanyol) |

| 2016. március 15. 20:45 (CEST) |

| Manchester City | 0 – 0               | Dinamo Kijiv |
| --------------- | ------------------- | ------------ |
|                 | (0 – 0) Jegyzőkönyv |              |

| City of Manchester Stadium, Manchester Nézőszám: 43 630 Játékvezető: Ovidiu Hațegan (román) |

Továbbjutott a Manchester City 3–1-es összesítéssel.
Negyeddöntő
| 2016. április 6. 20:45 (CEST) |

| Paris Saint-Germain        | 2 – 2               | Manchester City               |
| -------------------------- | ------------------- | ----------------------------- |
| Ibrahimović 41' Rabiot 59' | (1 – 1) Jegyzőkönyv | 38' De Bruyne 72' Fernandinho |

| Parc des Princes, Párizs Nézőszám: 47 228 Játékvezető: Milorad Mažić (szerb) |

| 2016. április 12. 20:45 (CEST) |

| Manchester City | 1 – 0               | Paris Saint-Germain |
| --------------- | ------------------- | ------------------- |
| De Bruyne 76'   | (0 – 0) Jegyzőkönyv |                     |

| City of Manchester Stadium, Manchester Nézőszám: 53 039 Játékvezető: Carlos Velasco Carballo (spanyol) |

Továbbjutott a Manchester City 3–2-es összesítéssel.
Elődöntő
| 2016. április 26. 20:45 (CEST) |

| Manchester City | 0 – 0               | Real Madrid |
| --------------- | ------------------- | ----------- |
|                 | (0 – 0) Jegyzőkönyv |             |

| City of Manchester Stadium, Manchester Nézőszám: 52 221 Játékvezető: Cüneyt Çakır (török) |

| 2016. május 4. 20:45 (CEST) |

| Real Madrid  | 1 – 0               | Manchester City |
| ------------ | ------------------- | --------------- |
| Fernando 20' | (1 – 0) Jegyzőkönyv |                 |

| Santiago Bernabéu, Madrid Nézőszám: 78 300 Játékvezető: Damir Skomina (szlovén) |

Továbbjutott a Real Madrid 1–0-s összesítéssel.

## 2016–17

### Bajnokok Ligája
Rájátszás
| 2016. augusztus 16. 20:45 CEST |

| Steaua București | 0 – 5               | Manchester City                         |
| ---------------- | ------------------- | --------------------------------------- |
|                  | (0 – 2) Jegyzőkönyv | 13' Silva 41' 78' 89' Agüero 49' Nolito |

| Nemzeti Stadion, Bukarest Játékvezető: Daniele Orsato (olasz) |

| 2016. augusztus 24. 20:45 CEST |

| Manchester City | 1 – 0               | Steaua București |
| --------------- | ------------------- | ---------------- |
| Delph 56'       | (0 – 0) Jegyzőkönyv |                  |

| City of Manchester Stadium, Manchester Nézőszám: 40 064 Játékvezető: Paweł Gil (lengyel) |

Továbbjutott a Manchester City 6–0-s összesítéssel.
Csoportkör
| 2016. szeptember 14. 20:45 CEST |

| Manchester City                              | 4 – 0               | Mönchengladbach |
| -------------------------------------------- | ------------------- | --------------- |
| Agüero 9' 28' (11-esből) 77' Iheanacho 90+1' | (2 – 0) Jegyzőkönyv |                 |

| City of Manchester Stadium, Manchester Nézőszám: 30 270 Játékvezető: Björn Kuipers (holland) |

| 2016. szeptember 28. 20:45 CEST |

| Celtic                      | 3 – 3               | Manchester City                         |
| --------------------------- | ------------------- | --------------------------------------- |
| Dembélé 3' 47' Sterling 20' | (2 – 2) Jegyzőkönyv | Fernandinho 12' Sterling 28' Nolito 55' |

| Celtic Park, Glasgow Nézőszám: 57 592 Játékvezető: Nicola Rizzoli (olasz) |

| 2016. október 19. 20:45 CEST |

| Barcelona                                     | 4 – 0               | Manchester City |
| --------------------------------------------- | ------------------- | --------------- |
| Messi 17' 61' 69' Neymar 89' Mathieu 71′, 73′ | (1 – 0) Jegyzőkönyv | 53′ Bravo       |

| Camp Nou, Barcelona Nézőszám: 96 290 Játékvezető: Milorad Mažić (szerb) |

| 2016. november 1. 20:45 CET |

| Manchester City                | 3 – 1               | Barcelona |
| ------------------------------ | ------------------- | --------- |
| Gündoğan 39' 74' De Bruyne 51' | (1 – 1) Jegyzőkönyv | 21' Messi |

| City of Manchester Stadium, Manchester Játékvezető: Kassai Viktor (magyar) |

| 2016. november 23. 20:45 CET |

| Mönchengladbach             | 1 – 1               | Manchester City                  |
| --------------------------- | ------------------- | -------------------------------- |
| Raffael 23' Stindl 20′, 51′ | (1 – 1) Jegyzőkönyv | 45+1' Silva 43′, 63′ Fernandinho |

| Borussia-Park Stadion, Mönchengladbach Nézőszám: 45 921 Játékvezető: Cüneyt Çakır (török) |

| 2016. december 6. 20:45 CET |

| Manchester City | 1 – 1               | Celtic     |
| --------------- | ------------------- | ---------- |
| Iheanacho 8'    | (1 – 1) Jegyzőkönyv | 4' Roberts |

| City of Manchester Stadium, Manchester Nézőszám: 51 297 Játékvezető: Slavko Vinčić (szlovén) |

| Csapat          | M | Gy | D | V | LG | KG | GK  | P  |
| --------------- | - | -- | - | - | -- | -- | --- | -- |
| Barcelona       | 6 | 5  | 0 | 1 | 20 | 4  | +16 | 15 |
| Manchester City | 6 | 2  | 3 | 1 | 12 | 10 | +2  | 9  |
| Mönchengladbach | 6 | 1  | 2 | 3 | 5  | 12 | −7  | 5  |
| Celtic          | 6 | 0  | 3 | 3 | 5  | 16 | −11 | 3  |

A Manchester City a 2. helyen végzett csoportjában és továbbjutott.
Nyolcaddöntő
| 2017. február 21. 20:45 CET |

| Manchester City                                 | 5 – 3               | Monaco                    |
| ----------------------------------------------- | ------------------- | ------------------------- |
| Sterling 26' Agüero 58' 71' Stones 77' Sané 82' | (1 – 2) Jegyzőkönyv | 32' 61' Falcao 40' Mbappé |

| City of Manchester Stadium, Manchester Nézőszám: 53 351 Játékvezető: Antonio Mateu Lahoz (spanyol) |

| 2017. március 15. 20:45 CET |

| Monaco                             | 3 – 1               | Manchester City |
| ---------------------------------- | ------------------- | --------------- |
| Mbappé 8' Fabinho 29' Bakayoko 77' | (2 – 0) Jegyzőkönyv | 71' Sané        |

| II. Lajos Stadion, Monaco Játékvezető: Gianluca Rocchi (olasz) |

Továbbjutott a Monaco 6–6-os összesítéssel, idegenben lőtt több góllal.

## 2017–18

### Bajnokok Ligája
Csoportkör
| 2017. szeptember 13. 20:45 CEST |

| Feyenoord | 0 – 4               | Manchester City                            |
| --------- | ------------------- | ------------------------------------------ |
|           | (0 – 3) Jegyzőkönyv | 2' 63' Stones 10' Agüero 25' gabriel Jesus |

| Feijenoord Stadion, Rotterdam Nézőszám: 43 500 Játékvezető: Szymon Marciniak (lengyel) |

| 2017. szeptember 26. 20:45 CEST |

| Manchester City            | 2 – 0               | Sahtar Doneck |
| -------------------------- | ------------------- | ------------- |
| De Bruyne 48' Sterling 90' | (0 – 0) Jegyzőkönyv |               |

| City of Manchester Stadion, Manchester Nézőszám: 45 310 Játékvezető: Manuel Jorge de Sousa (portugál) |

| 2017. október 17. 20:45 CEST |

| Manchester City               | 2 – 1               | Napoli                 |
| ----------------------------- | ------------------- | ---------------------- |
| Sterling 9' Gabriel Jesus 13' | (2 – 0) Jegyzőkönyv | 73' (11-esből) Diawara |

| City of Manchester Stadion, Manchester Nézőszám: 48 520 Játékvezető: Antonio Mateu Lahoz (spanyol) |

| 2017. november 1. 20:45 CET |

| Napoli                              | 2 – 4               | Manchester City                                 |
| ----------------------------------- | ------------------- | ----------------------------------------------- |
| Insigne 21' Jorginho 62' (11-esből) | (1 – 1) Jegyzőkönyv | 34' Otamendi 48' Stones 69' Agüero 92' Sterling |

| San Paolo Stadion, Nápoly Nézőszám: 44 483 Játékvezető: Felix Brych (német) |

| 2017. november 21. 20:45 CET |

| Manchester City | 1 – 0               | Feyenoord |
| --------------- | ------------------- | --------- |
| Sterling 88'    | (0 – 0) Jegyzőkönyv |           |

| City of Manchester Stadion, Manchester Játékvezető: Ivan Kružliak (szlovák) |

| 2017. december 6. 20:45 CET |

| Sahtar Doneck           | 2 – 1               | Manchester City       |
| ----------------------- | ------------------- | --------------------- |
| Bernard 26' Ismaily 32' | (2 – 0) Jegyzőkönyv | 92' (11-esből) Agüero |

| Metaliszt stadion, Harkiv Játékvezető: Benoît Bastien (francia) |

| Csapat          | M | Gy | D | V | G+ | G– | Gk | P  |
| --------------- | - | -- | - | - | -- | -- | -- | -- |
| Manchester City | 6 | 5  | 0 | 1 | 14 | 5  | +9 | 15 |
| Sahtar Doneck   | 6 | 4  | 0 | 2 | 9  | 9  | 0  | 12 |
| Napoli          | 6 | 2  | 0 | 4 | 11 | 11 | 0  | 6  |
| Feyenoord       | 6 | 1  | 0 | 5 | 5  | 14 | –9 | 3  |

A Manchester City az 1. helyen végzett csoportjában és továbbjutott.
Nyolcaddöntő
| 2018. február 13. 20:45 CET |

| FC Basel | 0 – 4               | Manchester City                          |
| -------- | ------------------- | ---------------------------------------- |
|          | (0 – 3) Jegyzőkönyv | 14' 53' Gündoğan 18' B. Silva 23' Agüero |

| St. Jakob-Park, Bázel Nézőszám: 36 000 Játékvezető: Jonas Eriksson (svéd) |

| 2018. március 7. 20:45 CET |

| Manchester City  | 1 – 2               | FC Basel                 |
| ---------------- | ------------------- | ------------------------ |
| Gabriel Jesus 8' | (1 – 1) Jegyzőkönyv | 17' Elyounoussi 71' Lang |

| City of Manchester Stadion, Manchester Nézőszám: 49 411 Játékvezető: Pavel Královec (cseh) |

Továbbjutott a Manchester City 5–2-es összesítéssel.
Negyeddöntő
| 2018. április 4. 20:45 CEST |

| Liverpool                                  | 3 – 0               | Manchester City |
| ------------------------------------------ | ------------------- | --------------- |
| Szaláh 12' Oxlade-Chamberlain 21' Mané 31' | (3 – 0) Jegyzőkönyv |                 |

| Anfield Stadion, Liverpool Játékvezető: Felix Brych (német) |

| 2018. április 10. 20:45 CEST |

| Manchester City  | 1 – 2               | Liverpool              |
| ---------------- | ------------------- | ---------------------- |
| Gabriel Jesus 2' | (1 – 0) Jegyzőkönyv | 56' Szaláh 77' Firmino |

| City of Manchester Stadion, Manchester Nézőszám: 53 461 Játékvezető: Antonio Mateu Lahoz (spanyol) |

Továbbjutott a Liverpool 5–1-es összesítéssel.

## 2018–19

### Bajnokok Ligája
Csoportkör
| 2018. szeptember 19. 21:00 CEST 1. forduló |

| Manchester City | 1 – 2               | Olympique Lyonnais   |
| --------------- | ------------------- | -------------------- |
| B. Silva 67'    | (0 – 2) Jegyzőkönyv | 26' Cornet 43' Fekir |

| City of Manchester Stadion, Manchester Nézőszám: 40 111 Játékvezető: Daniele Orsato (olasz) |

| 2018. október 2. 18:55 CEST 2. forduló |

| Hoffenheim  | 1 – 2               | Manchester City        |
| ----------- | ------------------- | ---------------------- |
| Belfodil 1' | (1 – 1) Jegyzőkönyv | 8' Agüero 87' D. Silva |

| Rhein-Neckar-Arena, Sinsheim Nézőszám: 24 851 Játékvezető: Damir Skomina (szlovén) |

| 2018. október 23. 21:00 CEST 3. forduló |

| Sahtar Doneck | 0 – 3               | Manchester City                       |
| ------------- | ------------------- | ------------------------------------- |
|               | (0 – 2) Jegyzőkönyv | 30' D. Silva 35' Laporte 71' B. Silva |

| Metaliszt stadion, Harkiv Nézőszám: 37 106 Játékvezető: Carlos Del Cerro (spanyol) |

| 2018. november 7. 21:00 CET 4. forduló |

| Manchester City                                                                | 6 – 0               | Sahtar Doneck |
| ------------------------------------------------------------------------------ | ------------------- | ------------- |
| D. Silva 13' Jesus 24' (11-esből) 72' (11-esből) 90+2' Sterling 49' Mahrez 84' | (2 – 0) Jegyzőkönyv |               |

| City of Manchester Stadion, Manchester Játékvezető: Kassai Viktor (magyar) |

| 2018. november 27. 21:00 CET 5. forduló |

| Olympique Lyonnais | 2 – 2               | Manchester City        |
| ------------------ | ------------------- | ---------------------- |
| Cornet 55' 81'     | (0 – 0) Jegyzőkönyv | 62' Laporte 83' Agüero |

| Parc Olympique Lyonnais, Lyon Játékvezető: Gianluca Rocchi (olasz) |

| 2018. december 12. 21:00 CET 6. forduló |

| Manchester City | 2 – 1               | Hoffenheim              |
| --------------- | ------------------- | ----------------------- |
| Sané 45+1' 61'  | (1 – 1) Jegyzőkönyv | 16' (11-esből) Kramarić |

| City of Manchester Stadion, Manchester Nézőszám: 50 411 Játékvezető: Andreas Ekberg (svéd) |

| Csapat          | M | Gy | D | V | G+ | G– | Gk  | P  |
| --------------- | - | -- | - | - | -- | -- | --- | -- |
| Manchester City | 6 | 4  | 1 | 1 | 16 | 6  | +10 | 13 |
| Lyon            | 6 | 1  | 5 | 0 | 12 | 11 | +1  | 8  |
| Sahtar Doneck   | 6 | 1  | 3 | 2 | 8  | 16 | –8  | 6  |
| Hoffenheim      | 6 | 0  | 3 | 2 | 11 | 14 | –3  | 3  |

A Manchester City az 1. helyen végzett csoportjában és továbbjutott.
Nyolcaddöntő
| 2019. február 20. 21:00 CET |

| Schalke 04                             | 2 – 3               | Manchester City                               |
| -------------------------------------- | ------------------- | --------------------------------------------- |
| Bentaleb 38' (11-esből) 45' (11-esből) | (2 – 1) Jegyzőkönyv | 18' Agüero 68′ Otamendi 85' Sané 90' Sterling |

| Veltins-Arena, Gelsenkirchen Nézőszám: 54 417 Játékvezető: Carlos del Cerro (spanyol) |

| 2019. március 12. 21:00 CET |

| Manchester City                                                                          | 7 – 0               | Schalke 04 |
| ---------------------------------------------------------------------------------------- | ------------------- | ---------- |
| Agüero 35' (11-esből) 38' Sané 42' Sterling 56' B. Silva 71' Foden 78' Gabriel Jesus 84' | (3 – 0) Jegyzőkönyv |            |

| City of Manchester Stadion, Manchester Nézőszám: 51 518 Játékvezető: Clément Turpin (francia) |

Továbbjutott a Manchester City 10–2-es összesítéssel.
Negyeddöntő
| 2019. április 9. 21:00 CEST |

| Tottenham Hotspur | 1 – 0               | Manchester City |
| ----------------- | ------------------- | --------------- |
| Szon 78'          | (0 – 0) Jegyzőkönyv |                 |

| Tottenham Hotspur Stadion, London Nézőszám: 60 044 Játékvezető: Björn Kuipers (holland) |

| 2019. április 17. 21:00 CEST |

| Manchester City                         | 4 – 3               | Tottenham Hotspur        |
| --------------------------------------- | ------------------- | ------------------------ |
| Sterling 4' 21' B. Silva 11' Agüero 59' | (3 – 2) Jegyzőkönyv | 7' 10' Szon 73' Llorente |

| City of Manchester Stadion, Manchester Nézőszám: 53 348 Játékvezető: Cüneyt Çakır (török) |

Továbbjutott a Tottenham Hotspur 4–4-es gólkülönbséggel, idegenben lőtt több góllal.